# Garwolin
Garwolin (udtale: [ɡarˈvɔlʲin])  er en by der ligger i det østlige, centrale Polen, i den østlige del af voivodskabet Masovien (Województwo mazowieckie) og har 17.279(2021) indbyggere og et areal på 22,08  km². Den er en del af powiatet (amt) Garwolin. Den ligger på den sydøstlige del af Garwolin-plateauet, 62 km sydøst for Warszawa, 100 km nordvest for Lublin.

## Historie
Byens navn forekommer i middelaldernoterne i 1386 og 1404. Navnet Garwolin kommer fra en Garwoł, som er et navn. Der er dog en populær legende, der forbinder byens navn med en råge (polsk: gawrony).
Der er fundet  spor af bosættelse i området, der  er mere end 2000 år gamle. Det menes, at Garwolin modtog sit bycharter i 1423, men den nøjagtige dato er ukendt; det er næsten sikkert, at dokumentet fra 1423 kun var en anerkendelse af tidligere angivne bylove. 
Under den polsk-sovjetiske krig blev byen erobret og kortvarigt besat af de invaderende russere, før den blev generobret af polakkerne ledet af general Konarzewski den 16. august 1920.